# 陳留郡
陳留郡，中國古代的郡，前身為濟川國、濟川郡，後曾改稱濟陽國、陳留國、建昌郡、北陳留郡。西漢始置。在今河南省開封市一帶。

## 沿革

### 漢朝
漢景帝中六年（前144年），立梁孝王之子桓邑侯劉明為濟川王，分梁國置濟川國，都濟陽（今河南省蘭考縣東北）。漢武帝建元三年（前138年），濟川王坐殺人廢，國除為濟川郡。後潁川郡尉氏縣改屬濟川郡。元朔中，削梁國寧陵、傿二縣，別屬濟川郡。
漢武帝元狩元年（前122年），改濟川郡為陳留郡，移治陳留（今河南省開封市祥符區東南陳留城）。元封五年（前106年），置十三刺史部，陳留郡屬兗州刺史部。
漢元帝永光三年（前41年），立皇子劉康為濟陽王，改陳留郡為濟陽國。建昭五年（前34年），徙封濟陽王為山陽王，復為陳留郡。漢成帝時，河南郡酸棗縣改屬陳留郡。至此，陳留郡領十七縣（侯國）：陳留、小黃、成安、寧陵、雍丘、酸棗、東昏、襄邑、外黃、封丘、長羅、尉氏、傿、長垣、平丘、濟陽、浚儀。轄境相當於今河南省民權縣、寧陵縣以西，開封市、尉氏縣以東，延津縣、長垣縣以南，杞縣、睢縣以北之地。
漢光武帝建武六年（30年），省併成安、長羅二縣。漢章帝建初初，梁郡菑縣（改為考城縣）改屬陳留郡。建初四年（79年），以傿、寧陵二縣益梁國，以長垣縣益濟陰國。後長垣縣還屬陳留郡。漢和帝永元十二年（100年），析置己吾縣。後削陳國圉、扶溝二縣，別屬陳留郡。至此，陳留郡領十七縣（侯國）：陳留、小黃、雍丘、酸棗、東昏、襄邑、外黃、封丘、尉氏、長垣、平丘、濟陽、浚儀、考城、己吾、圉、扶溝。

### 魏晉十六國
魏文帝黃初三年（222年），進封襄邑公曹峻為陳留王，改陳留郡為陳留國。黃初五年（224年），降封陳留王為襄邑王，復為陳留郡。魏明帝太和六年（232年），進封襄邑王為陳留王，復置陳留國。
曹魏前後，因民戶凋敝，省併陳留、東昏、平丘、己吾、圉、考城、扶溝七縣。至此，陳留國領十縣：小黃、浚儀、封丘、酸棗、濟陽、長垣、雍丘、尉氏、襄邑、外黃，移治小黃（今河南省開封市祥符區東北）。
晉武帝泰始元年（265年），以陳留國轉封魏帝曹奐。西晉後期，復置考城、扶溝二縣。晉惠帝永康元年（300年），立趙王司馬倫之子司馬馥為濟陽王，分陳留國濟陽、外黃、考城三縣置濟陽國。光熙元年（306年），進封東嬴公司馬騰為東燕王，分濮陽郡、陳留國置東燕國，酸棗、長垣二縣改屬東燕國。至此，陳留國領七縣：小黃、浚儀、封丘、雍丘、尉氏、襄邑、扶溝。永嘉之亂後，國除為陳留郡，移治浚儀縣倉垣城（今河南省開封市祥符區北）。
十六國時期，陳留郡（建昌郡）先後為後趙（322年－350年）、冉魏（350年－351年）、東晉（351年－359年）、前燕（359年－370年）、前秦（370年－384年）、東晉（384年－387年）、翟魏（387年－392年）、後燕（392年－398年）、東晉（398年－399年）、後秦（399年－416年）所有，曾復置陳留縣。後趙武帝建武元年（335年），改陳留郡為建昌郡，改屬洛州。晉穆帝永和七年（351年）收復建昌郡後，復稱陳留郡，還屬兗州，後屢失陷。
晉安帝義熙十二年（416年），東晉再次收復陳留郡，為區別於僑置的陳留郡，改稱北陳留郡。晉恭帝元熙元年（419年）至二年（420年），北陳留郡為劉裕宋國二十郡之一。

### 南北朝
宋武帝永初元年（420年），復北陳留郡為陳留郡。至此，陳留郡領六縣：酸棗、小黃、雍丘、白馬、襄邑、尉氏。
北魏明元帝泰常七年（422年），攻佔南朝宋陳留郡。後復置封丘縣。太平真君八年（447年），小黃縣併入濟陽郡外黃縣。太平真君九年（448年），封丘縣併入酸棗縣。北魏文成帝興安元年（452年），尉氏縣併入滎陽郡苑陵縣。北魏孝文帝太和中，復置小黃縣。太和十八年（494年），廢陳留郡，領縣併入滎陽郡、東郡等鄰郡。
北魏孝明帝孝昌二年（526年），分滎陽郡等郡復置陳留郡，屬司州，分小黃縣復置浚儀縣，郡治浚儀縣大梁城（今河南省開封市市區）。孝昌四年（528年），分東郡、陳留郡置陽夏郡。至此，陳留郡領五縣：浚儀、封丘、小黃、開封、尉氏。轄境為今開封、封丘縣一帶。
東魏孝靜帝天平元年（534年），分司州置梁州，陳留郡改屬梁州，分陳留郡開封、尉氏二縣置開封郡。至此，陳留郡領三縣：浚儀、封丘、小黃。北齊文宣帝天保七年（556年），封丘、小黃二縣併入浚儀縣；廢開封郡，其所領尉氏縣併入開封縣，改屬陳留郡。至此，陳留郡領二縣：浚儀、開封。
北周滅北齊後，改梁州為汴州，陳留郡仍屬之。隋文帝開皇三年（583年），廢陳留郡，領縣直屬汴州。

### 唐朝
唐玄宗天寶元年（742年），改汴州為陳留郡，治開封（今河南省開封市市區），領六縣：開封、浚儀、陳留、雍丘、封丘、尉氏。燕光烈帝聖武元年（756年），改陳留郡為汴州。唐肅宗至德二載（757年），復改為陳留郡。乾元元年（758年），復改為汴州。燕昭武帝順天元年（759年），復改為陳留郡。唐肅宗寶應元年（762年），復改為汴州，陳留郡之名不再作為行政區劃名稱。

## 人口
- 漢平帝元始二年（2年），陳留郡有296284戶、1509050口。[4]
- 漢順帝永和五年（140年），陳留郡有177529戶、869433口。[19]
- 晉武帝太康中（280年－289年），陳留國有30000戶。[7]
- 東魏孝靜帝武定中（543年－550年），陳留郡有19612戶、82742口。[16]
- 唐玄宗天寶中（742年－755年），陳留郡有109876戶、577507口。[20]

## 長官

### 陳留太守（前34年－9年）
- 薛宣，字贛君，東海郯人，漢成帝時在任。[21]
- 逢信，字少子，平陵人，漢成帝陽朔四年（前21年）出任。[22]
- 嚴普，漢成帝永始三年（前14年）被殺。[23]
- 劉不惡，後更名容，字子麗，勃海人，漢哀帝建平四年（前3年）離任。[22]
- 耿豐，茂陵人，漢哀帝建平四年（前3年）至元壽元年（前2年）在任。[22]
- 蕭由，字子驕，東海蘭陵人，漢平帝元始中在任。[24]
- 劉立，漢孺子居攝中在任。[25]

### 陳留太守（23年－222年）
- 馬嚴，字威卿，扶風茂陵人，漢光武帝建武二年（26年）至六年（30年）在任。[26]
- 富宗，漢光武帝建武二十年（44年）伏誅。[27]
- 玉況，字文伯，京兆杜陵人，漢光武帝建武二十三年（47年）離任。[28]
- 召馴，字伯春，九江壽春人，漢章帝元和二年（85年）離任。[29]
- 魯丕，字叔陵，扶風平陵人，漢和帝永元三年（91年）至六年（94年）在任。[30]
- 周防，字偉公，汝南汝陽人，漢安帝時在任。[31]
- 朱頡，南陽宛人，漢安帝時在任。[32]
- 楊舜。[33]
- 楊任。[34]
- 冷宏。[35]
- 梁讓，安定乌氏人，漢順帝漢安元年（142年）見任。[36]
- 宋訢。[37]
- 袁湯，字仲河，汝南汝陽人。[38]
- 吳文章。[39]
- 程封。[40]
- 左敏，河南平陰人，漢桓帝時在任。[41]
- 韋毅，漢桓帝延熹九年（166年）坐臧自殺。[42]
- 馮岱，字德山。[43]
- 文穆，漢靈帝時在任。[44]
- 淳于□，漢靈帝中平二年（185年）見任。[44]
- 張邈，字孟卓，東平壽張人，漢獻帝中平六年（189年）見任。[45]
- 劉翊，字子相，潁川潁陰人，漢獻帝初平中在任。[46]
- 夏侯惇，字元讓，沛國譙人，漢獻帝興平中領。[47]
- 棗祗，漢獻帝建安初在任。[48]
- 夏侯淵，字妙才，沛國譙人，漢獻帝建安初在任。[47]

### 陳留太守（224年－232年）
- 孫邕，魏文帝黃初六年（225年）見任。[49]
- 劉劭，字孔才，廣平邯鄲人，魏明帝太和初在任。[50]
- 高堂隆，字升平，泰山平陽人，魏明帝太和中在任。[51]
- 鄭沖，字文和，滎陽開封人。[52]

### 陳留相（232年－289年）
- 劉阜，字伯陵，南陽安眾人，曹魏時在任。[53]
- 司馬岐，河內溫人，曹魏後期在任。[49]
- 陳邵，字節良，東海襄賁人。[54]
- 孫尹，樂安人，晉武帝時在任。[55]
- 庾敳，字子嵩，潁川鄢陵人。[56]

### 陳留內史（289年－310年代）
- 張偉，梁國人。[57]
- 呂豫。[58]
- 胡毋輔之，字彥國，泰山奉高人。[57]
- 王讚，晉懷帝永嘉四年（310年）見任。[59]
- 王玄，字眉子，琅邪臨沂人，晉懷帝永嘉末在任，屯尉氏。[60]
- 焦求，晉懷帝永嘉末在任。[61]
- 荀邃，字道玄，潁川潁陰人，晉愍帝建興中在任。[62]

### 陳留太守（310年代－335年）
- 陳川，晉元帝初自命。[63]

### 陳留內史（351年－359年）
- 劉仕，晉穆帝永和十年（354年）為江西流民郭敞等所執，降于姚襄。[64]

### 陳留太守（359年－384年）
- 袁披，前燕幽帝建熙四年（363年）見任。[65]

### 北陳留內史（－420年）
- 檀韶，字令孫，高平金鄉人，晉安帝義熙初領。[66]
- 檀祗，字恭叔，高平金鄉人，晉安帝義熙初領。[67]
- 向靖，字奉仁，小字彌，河內山陽人，晉安帝義熙三年（407年）至六年（410年）領，戍堂邑。[66]

### 陳留內史（420年－422年）
- 嚴㥄（一作稜），宋少帝永初三年（422年）為北魏所攻，以郡降。[14][15]

### 陳留太守（422年－494年）
- 王玉，陳留酸棗人，北魏明元帝泰常七年（422年）出任，守倉垣。[14]
- 李修基，趙郡平棘人，北魏前期在任。[68]
- 張代，字定燕，上谷沮陽人，北魏前期在任。[69]
- 呂季才，趙郡人。[70]

### 陳留太守（526年－577年）
- 李延慶，隴西狄道人，北魏末在任。[71]
- 鄭頂，字寧伯，滎陽開封人。[72]
- 趙季和，東魏孝靜帝天平四年（537年）為西魏所俘獲。[72]
- 趙剛，字僧慶，河南洛陽人，西魏文帝大統中在任，郡城為東魏所攻陷。[73]
- 薛玄景，河東汾陰人。[74]
- 裴禮和，河東聞喜人。[75]
- 徐遠，字彥遐，廣寧石門人，北齊文宣帝天保初，為御史所劾，免。[76]

### 陳留郡太守（742年－762年）
- 裴寬，河東聞喜人，唐玄宗天寶元年（742年）在任。
- 裴敦復，唐玄宗天寶初（742年—743年）在任。
- 韦恒（743年，未任）
- 張利貞，唐玄宗天寶初（743年—744年）在任。
- 李彥允，唐玄宗天寶三載（744年）見任。
- 徐惲，東海人，唐玄宗天寶中（745年）在任。
- 韋陟，唐玄宗天寶中（746年）在任。
- 薛江童，唐玄宗天寶中（747年）在任。
- 陸景融，吳郡人，唐玄宗天寶中（748年—749年）在任。
- 元彥沖，唐玄宗天寶九載（750年）至十二載（753年）在任。
- 王濬，唐玄宗天寶十二載（753年）出任。
- 李□，唐玄宗天寶十四載（755年）見任。
- 郭納，唐玄宗天寶十四載（755年）降於安祿山。
- 张介然（755年）
- 李庭望（755年）
- 李随（756年，河南节度使）
- 李祗，唐肅宗至德元載（756年）在任。
- 李巨，唐肅宗至德元載（756年）在任。[77]

## 國主
- 濟川王劉明，前144年－前138年在位。
- 濟陽王劉康，前41年－前34年在位。[78]
- 陳留王劉協，189年在位。
- 陳留恭王曹峻，222年－224年、232年－259年在位。
  - 陳留王曹澳，260年－265年在位。
- 陳留王曹奐，265年－302年在位。
  -     - 陳留王曹勱（魏武帝玄孫），326年－358年在位，351年封土收復，359年再次失陷。
      - 陳留王曹恢，363年－378年在位。
        - 陳留王曹靈誕，383年－408年在位，384年封土再次收復，387年再次失陷，398年再次收復，399年再次失陷。
          - 陳留王曹虔嗣，？－420年在位，416年封土再次收復。
          - 陳留王曹虔秀，？－462年在位，422年封土再次失陷。